# رودخانه‌دزد
رودخانه‌دزد (نام علمی: Orkoraptor) نام یک سرده از راسته خزنده‌کفلان است.